# Harold Keith Johnson
Pour les articles homonymes, voir Johnson, Harold Johnson et Général Johnson.
Harold Keith Johnson (22 février 1912 - 24 septembre 1983) est un militaire américain qui a atteint le grade de général dans les Forces armées des États-Unis.
Il est un des survivants de la "Marche de la mort de Bataan" en 1942.
Après guerre, progressant dans la hiérarchie militaire à la suite de plusieurs affectations (Corée du Sud, États-Unis et Allemagne), il occupe le poste de Chief of Staff of the United States Army du 3 juillet 1964 au 2 juillet 1968,, alors que les États-Unis sont engagés dans la guerre du Viêt Nam.